# Comté de Fayette (Illinois)
Pour les articles homonymes, voir Comté de Fayette.
Le comté de Fayette (en anglais Fayette County) est un comté de l'État américain de l'Illinois.

## Comtés voisins
| Nord-Ouest : Comté de Montgomery | Nord: Comté de Shelby |                         |
| Ouest: Comté de Bond             | Comté de Fayette      | Est: Comté d'Effingham  |
| Sud-Ouest : Comté de Clinton     | Sud: Comté de Marion  | Sud-Est : Comté de Clay |

## Transports
- Interstate 57
- Interstate 70
- U.S. Route 40
- U.S. Route 51
- Illinois Route 37
- Illinois Route 140
- Illinois Route 185

## Villes
- Vandalia
- St. Elmo
- Farina
- Ramsey
- Brownstown